# Igrici
Igrici is een plaats (község) en gemeente in het Hongaarse comitaat Borsod-Abaúj-Zemplén. Igrici telt 1292 inwoners (2001).